# Max Wiese

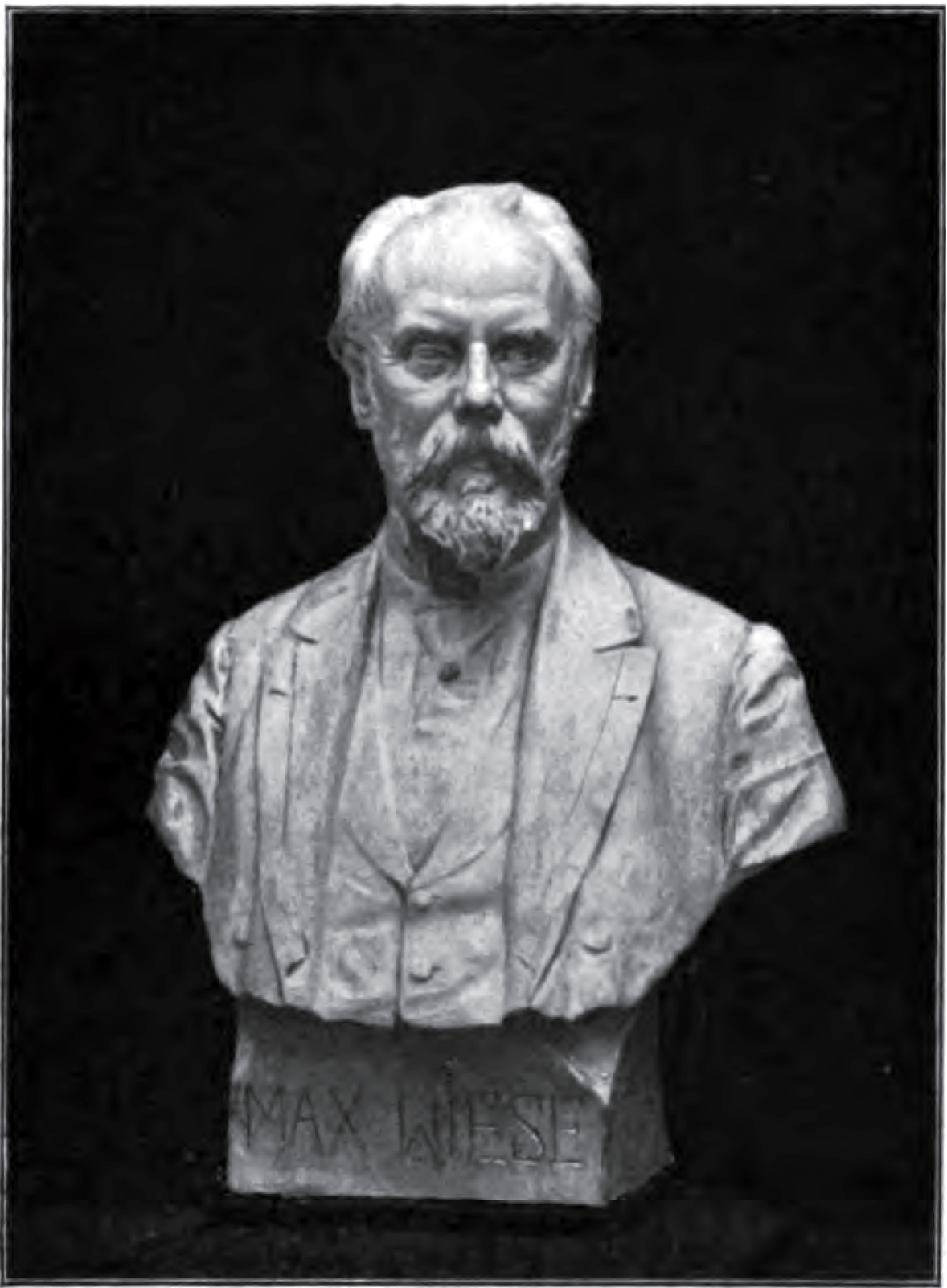
Max Wiese

Max Wiese (* 1. August 1846 in Danzig; † 23. Juni 1925 in Neuruppin; vollständiger Name Eduard Friedrich Max Wiese) war ein deutscher Bildhauer, Medailleur und Hochschullehrer an der Staatlichen Zeichenakademie in Hanau.
Die Denkmäler für Karl Friedrich Schinkel (1883) und Theodor Fontane (1907) in Neuruppin sind bedeutende Werke Max Wieses. Weiterhin stammen von ihm die Kriegerdenkmale in Fehrbellin (1913), Kerzlin und Walsleben.

## Leben
Kurz nach dem Tod seines Vaters, der königlicher Polizeiinspektor in Danzig war, übersiedelte die Mutter mit Max Wiese 1854 nach Neuruppin. Von 1856 bis 1864 besuchte er das Neuruppiner Gymnasium, von 1864 bis 1868 studierte er an der Kunstakademie Berlin. Wiese arbeitete anschließend bis 1870 als Gehilfe im Atelier von Rudolf Siemering in Berlin.
Im Deutsch-Französischen Krieg erlitt er 1870 in der Schlacht bei Gravelotte eine schwere Schussverletzung an der Schulter, sein rechter Arm war zwei Jahre gelähmt, vierter und fünfter Finger der rechten Hand blieben zeit seines Lebens unbeweglich.
Ab 1872 war Wiese selbstständig in Berlin tätig. 1875 unternahm er eine Studienreise nach Italien. Am 27. Januar 1877 heiratete er Gertrud, die Tochter des Berliner Großkaufmanns Renowitzky.
Im Jahr 1883 übernahm Wiese einen Lehrauftrag für Modellieren an der Unterrichtsanstalt des Kunstgewerbemuseums Berlin, ab August 1884 arbeitete er als erster Lehrer an der Zeichenakademie in Hanau. In dieser Funktion erhielt er 1886 den Titel Professor und amtierte von 1887 bis 1905 auch als Direktor der Zeichenakademie. Eine Anerkennung seiner Arbeit als Hochschullehrer war die Entsendung als einer von 77 deutschen Preisrichtern zur Weltausstellung Chicago 1893. Ab 1905 war er in Berlin-Charlottenburg ansässig und tätig.
Die Stadt Neuruppin verlieh Max Wiese die Ehrenbürgerschaft. Sein Tod war die Folge eines Unfalls; nach einer Trauerfeier in der Pfarrkirche Sankt Marien erfolgte die Beisetzung am 27. Juni.

## Werke (Auswahl)
- 1881–1883: drei große silberne Tafelaufsätze für Prinz Wilhelm von Preußen
- 1883: Schinkeldenkmal in Neuruppin[3]
- 1890: Bronze-Standbild für das Denkmal Kaiser Wilhelms I. in Oppeln (1945 zerstört)
- 1897: Marmorstatue von Andreas Schlüter, Altes Museum in Berlin[2][Anm. 1]
- 1897: Denkmal des Grafen Philipp Ludwig II. von Hanau-Münzenberg in Hanau[4]
- 1904: Kriegerdenkmal in (Frankfurt-)Fechenheim
- 1904: Büste des Landgrafen Philipps des Großmütigen, Kloster Haina[5]
- 1907: Fontanedenkmal in Neuruppin und Fontane Portraitplakette auf der Berliner Kunstausstellung[6].
- 1911: Jahn-Loose-Denkmal (für Friedrich Ludwig Jahn und Karl Loose) in Neuruppin; heute deutlich verändert
- 1913: Kriegerdenkmal in Neuruppin (nicht erhalten)
- (zwischen 1914 und 1922): Kriegerdenkmal 1813–1815 in Fehrbellin
- (zwischen 1918 und 1922): Weltkriegsdenkmal in Walsleben
- 1922: Gefallenendenkmal in Kerzlin

sowie undatiert:
- Statue des Großen Kurfürsten und zwölf Hohenzollernporträts für den Giebel des Hohenzollernhauses in Berlin
- Büste von Prinz Heinrich von Preußen für das Zeughaus Berlin[2]
- Büste von General Heinrich August de la Motte Fouqué für das Zeughaus Berlin[2]
- Eckgruppen Lokomotivbau und Ingenieurbau für die Frontbekrönung des Frankfurter Hauptbahnhofs
- Statuette Glück und Berechnung
- Wettbewerbsentwurf eines Denkmals für die Gebrüder Grimm (prämiert mit dem 1. Preis, nicht ausgeführt)
- Kassette für den Prinzregenten Albrecht von Braunschweig
- Büste von Direktor Starke, Neuruppin

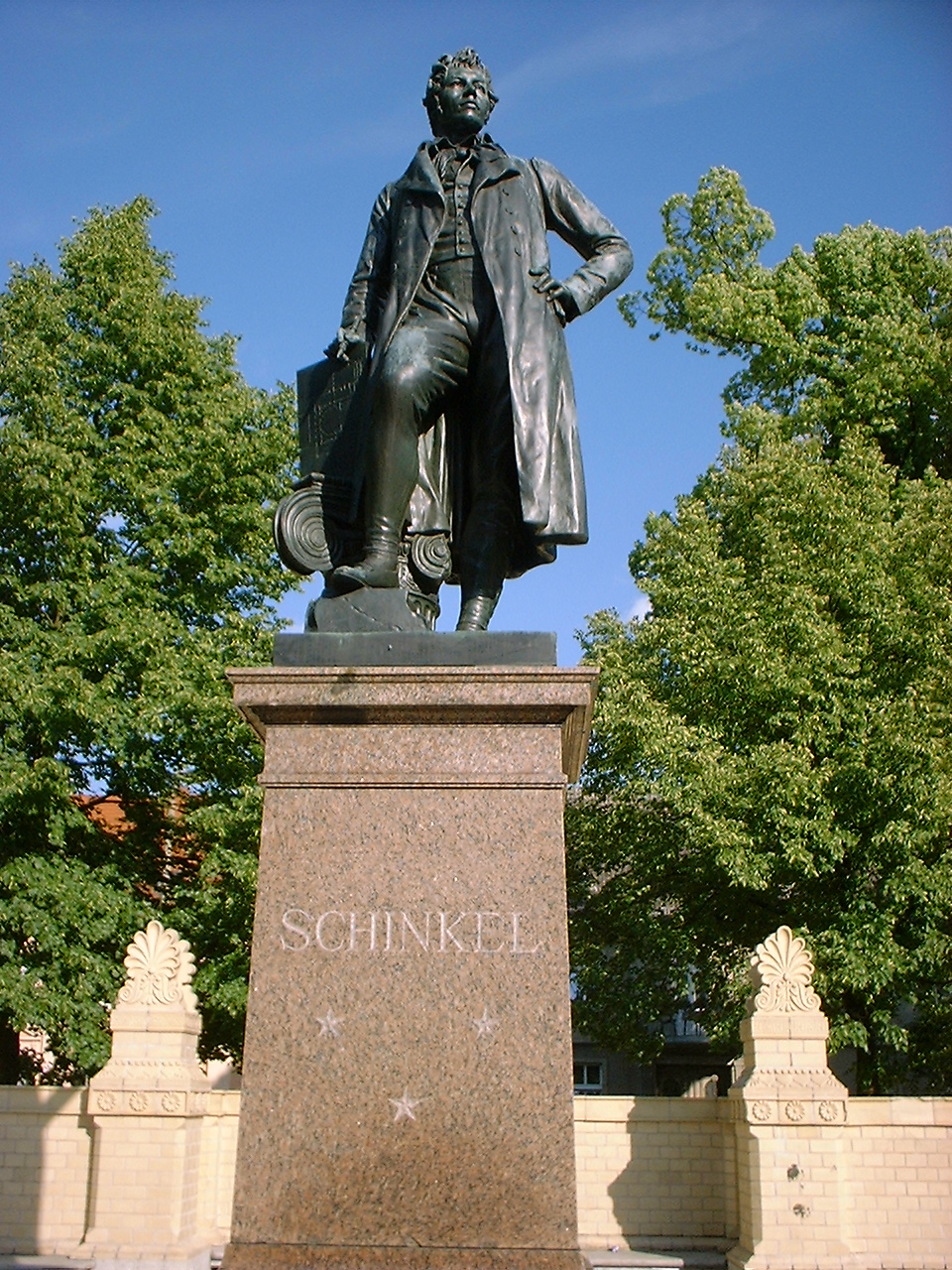
Schinkel-Denkmal in Neuruppin
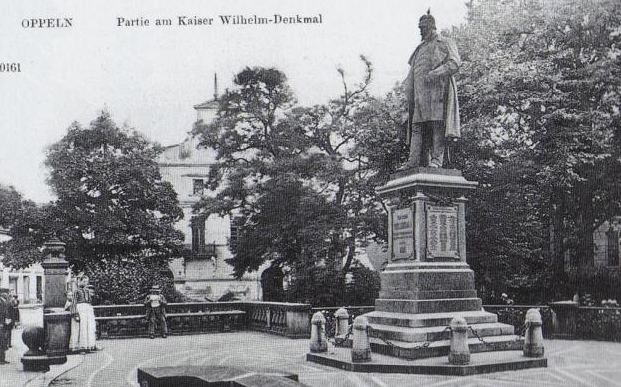
Kaiser-Wilhelm-Denkmal in Oppeln
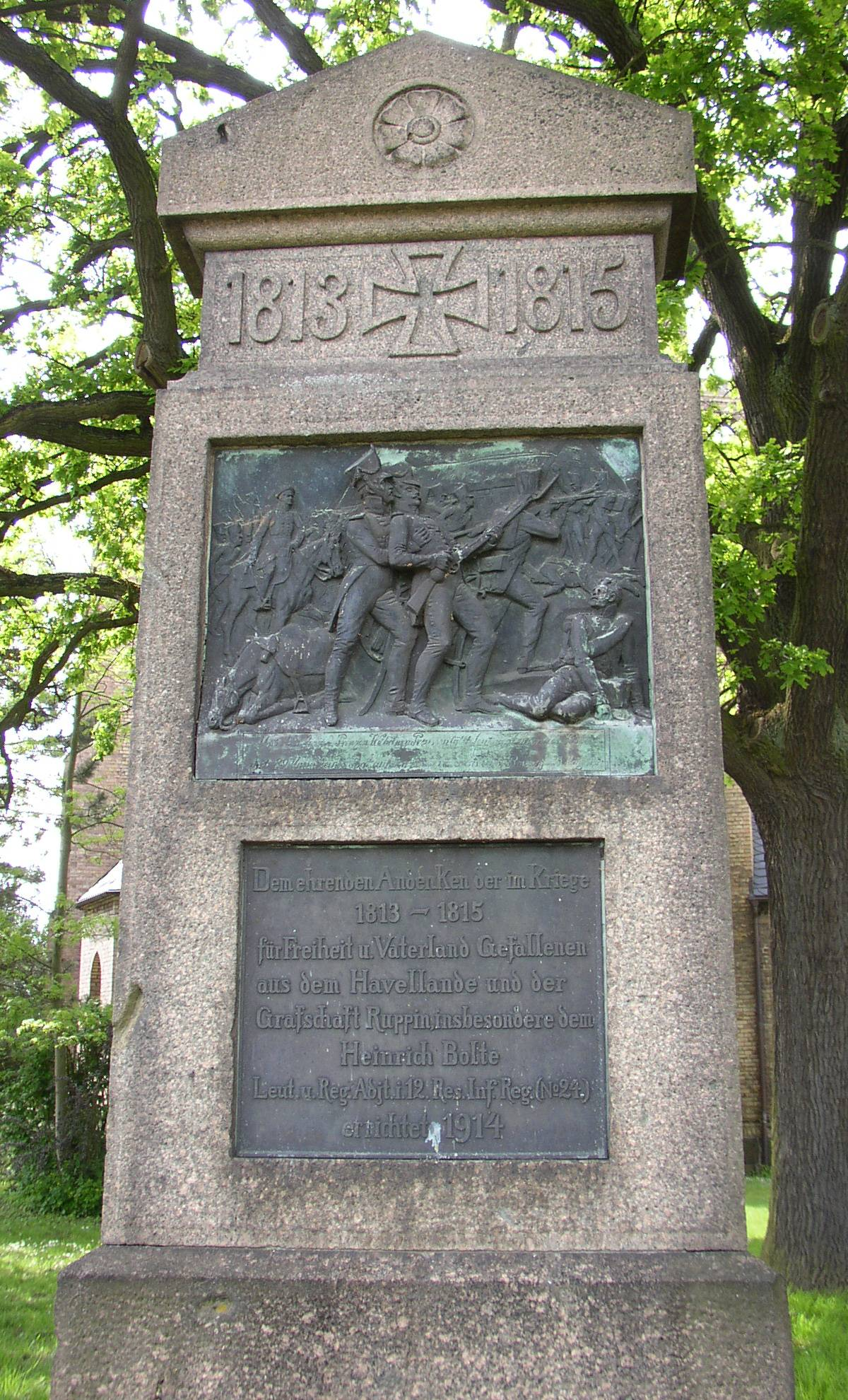
Denkmal in Fehrbellin für die Gefallenen 1813–1815
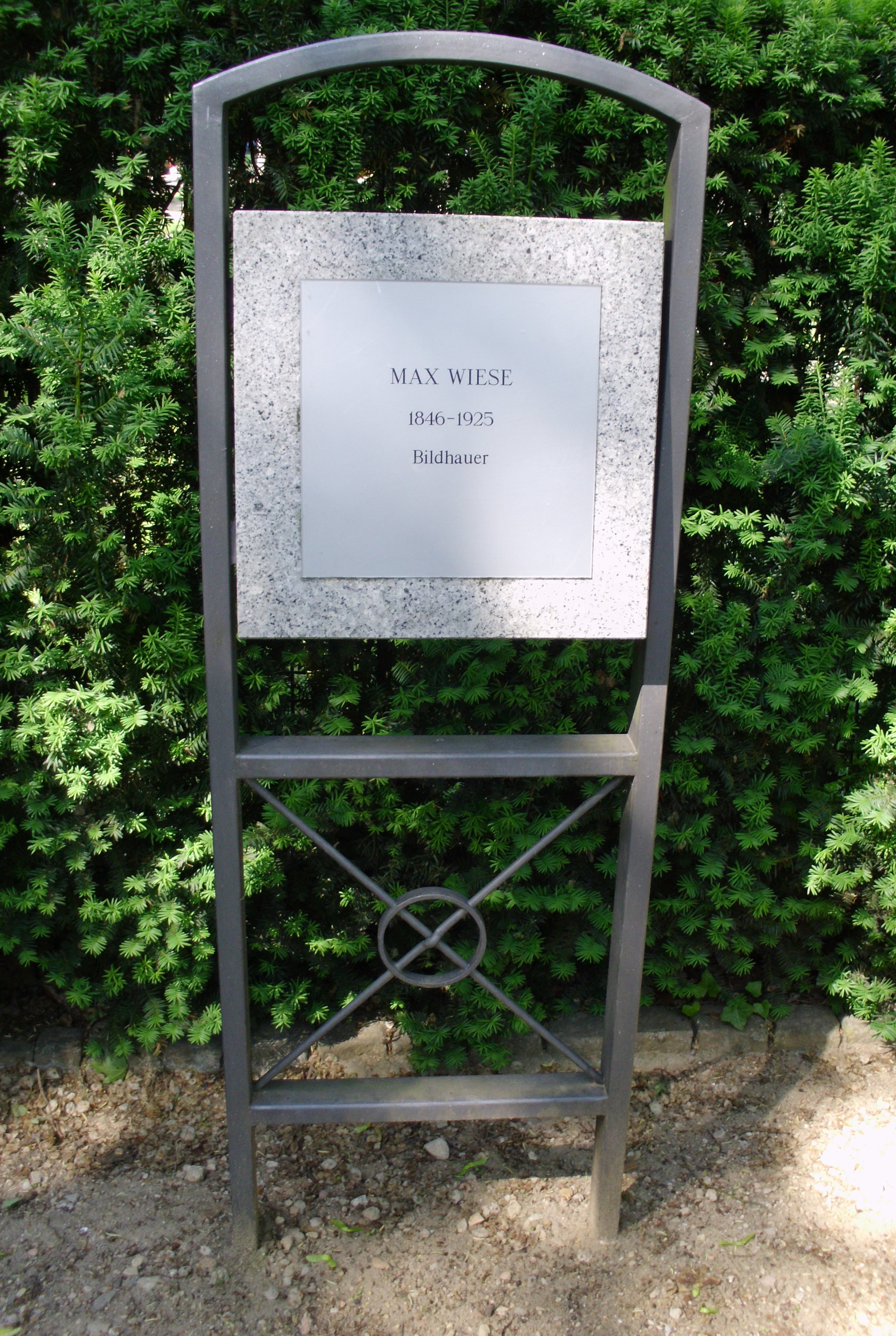
Gedenkplatte am ehemaligen Alten Friedhof Neuruppin
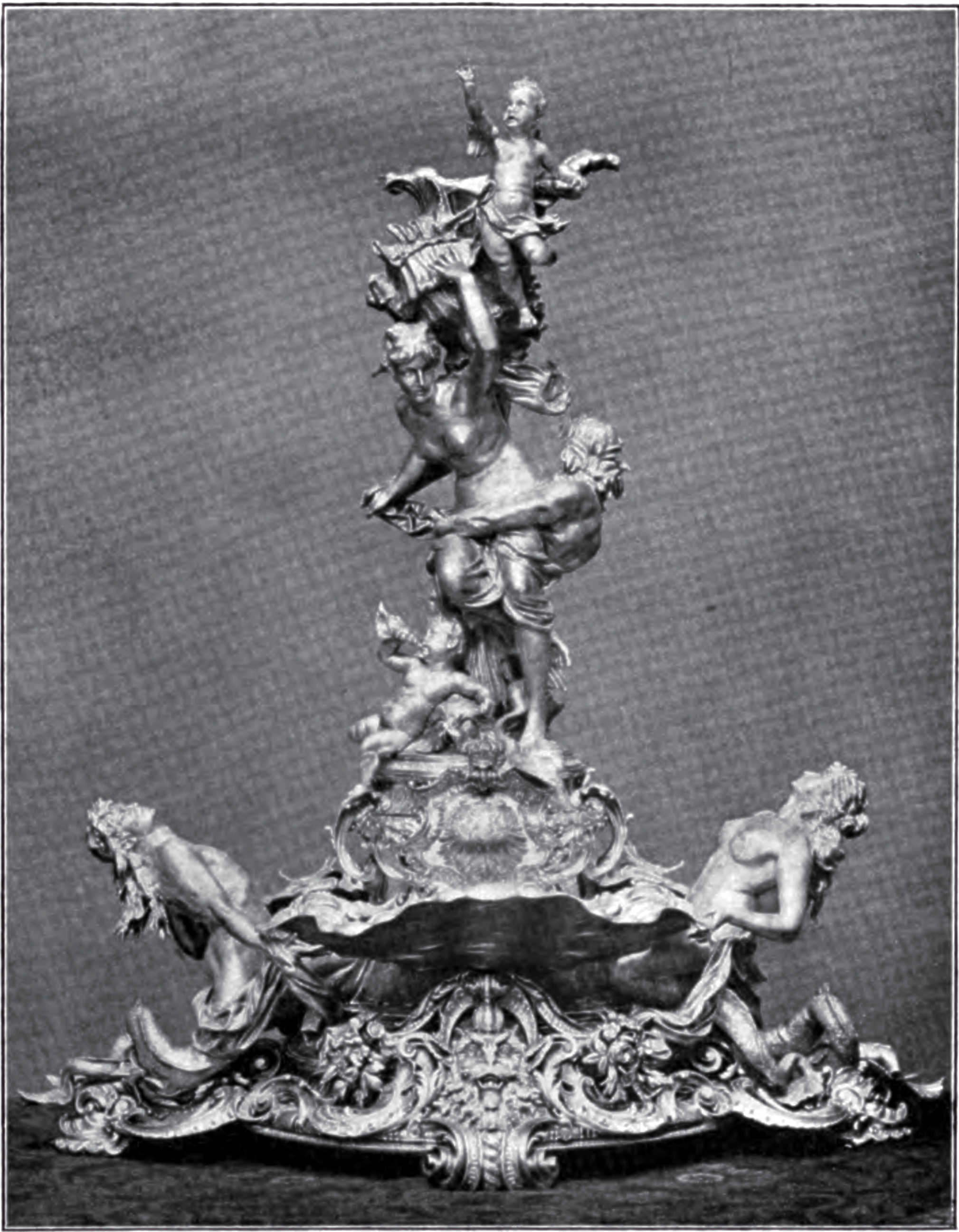
Silberner Tafelaufsatz für Prinz Wilhelm
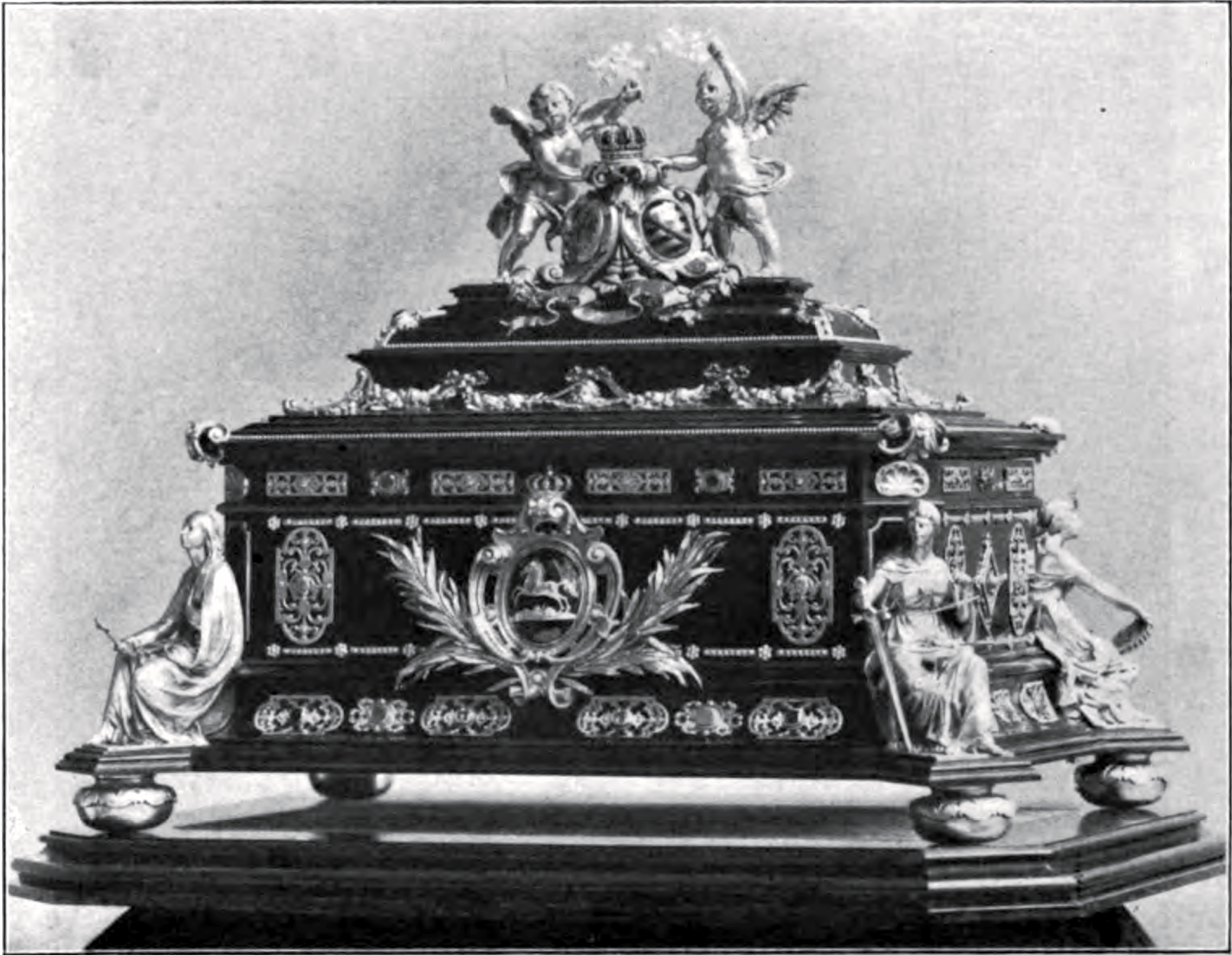
Kassette für den Prinzregenten Albrecht von Braunschweig
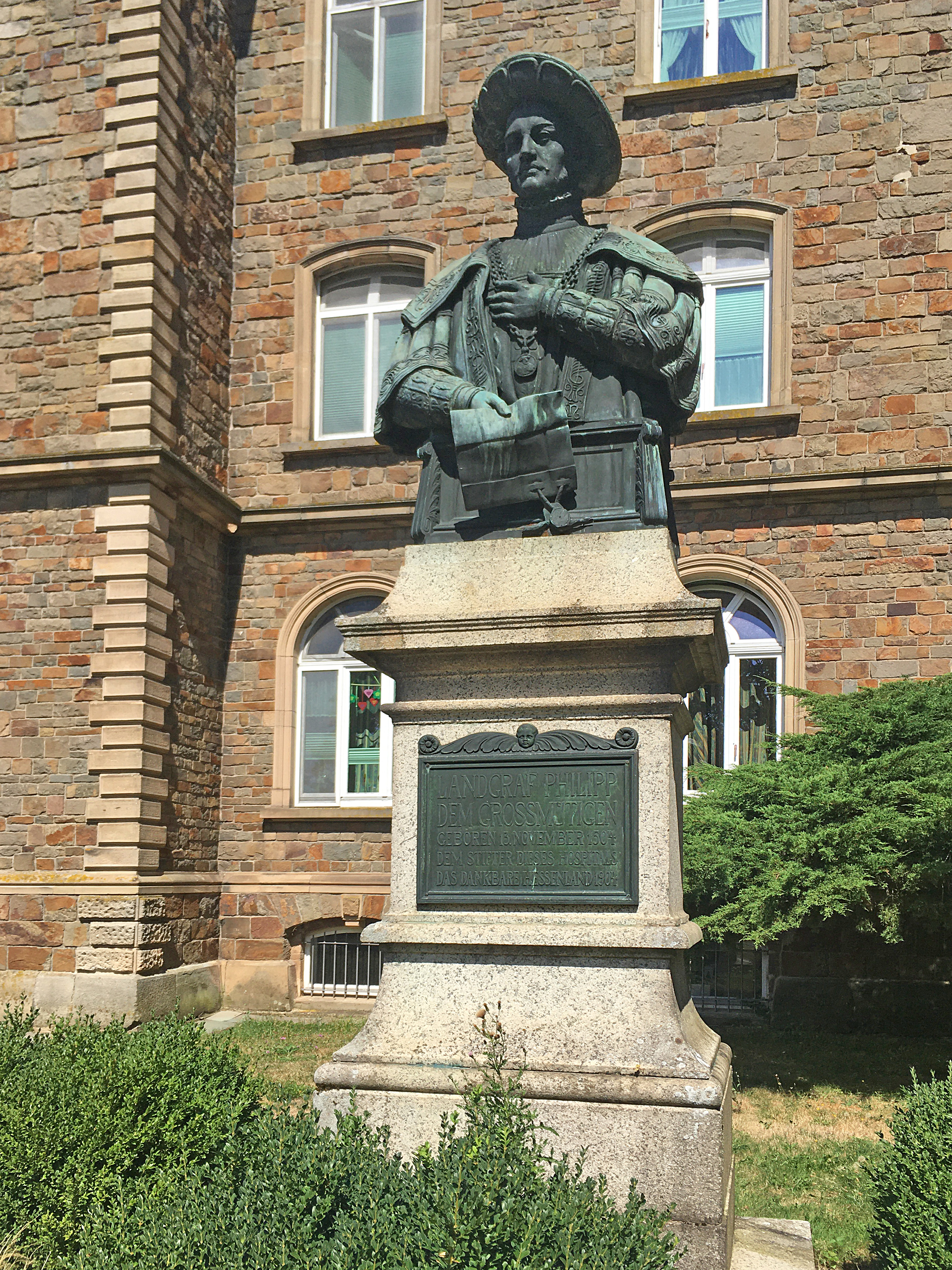
Landgraf-Philipp-Denkmal in Kloster Haina
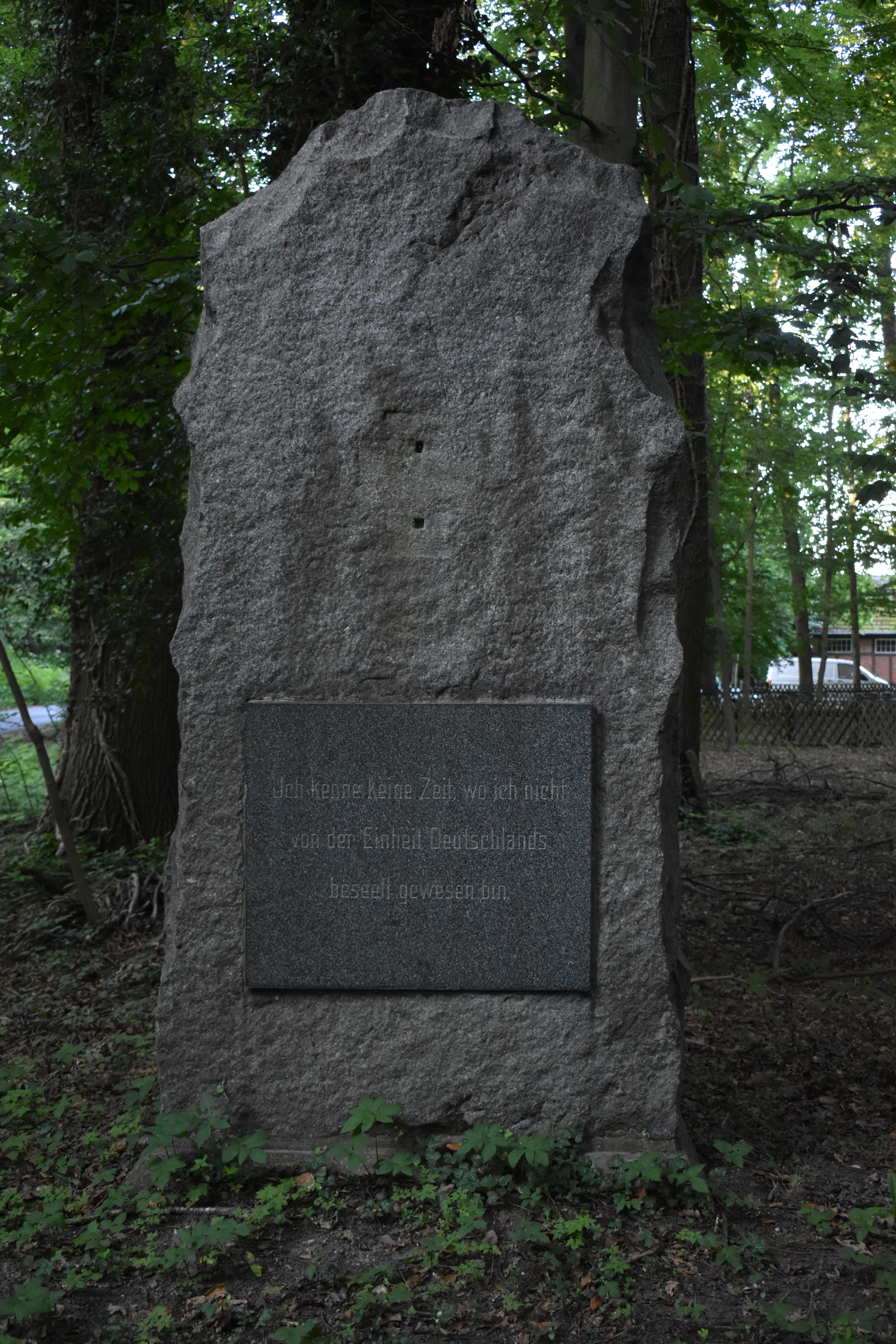
Ehemaliges Jahn-Loose-Denkmal in Neuruppin
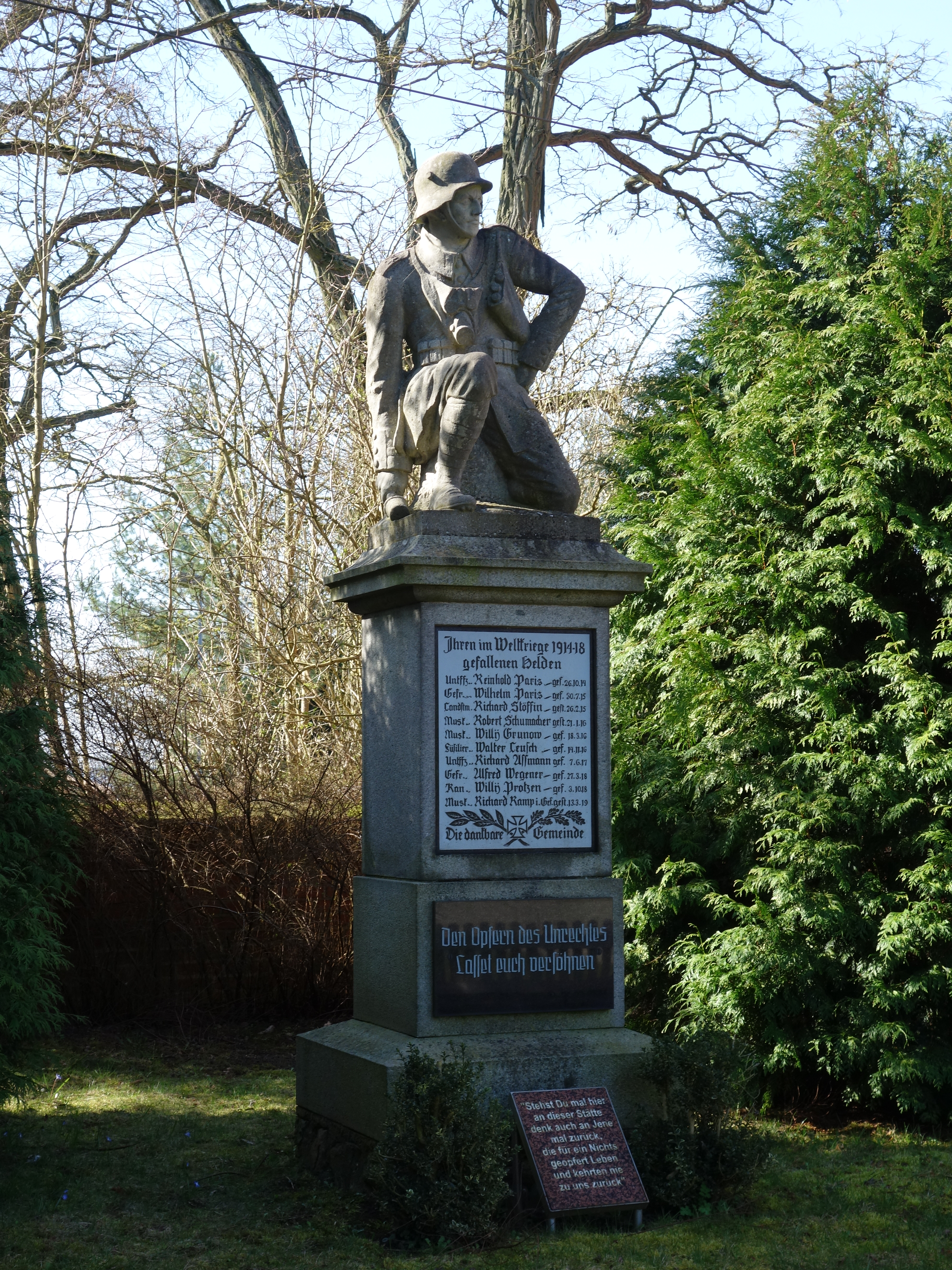
Gefallenendenkmal in Kerzlin